# Eremnophila melanaria
Eremnophila melanaria är en biart som först beskrevs av Anders Gustav Dahlbom 1843.  Eremnophila melanaria ingår i släktet Eremnophila och familjen grävsteklar. Inga underarter finns listade i Catalogue of Life.